# 大洛镇
大洛镇，是中华人民共和国福建省三明市沙县区下辖的一个乡镇级行政单位。

## 行政区划
大洛镇下辖以下地区：
大洛村、官昌村、昌荣村、高坑洋村、张田村、华口村、罗坑源村、中洋村、后溪村、陈山村、前村、宝山村、文坑村和山际村。